# NGC 3396
NGC 3396 је спирална галаксија у сазвежђу Мали лав која се налази на NGC листи објеката дубоког неба.
Деклинација објекта је + 32° 59' 26" а ректасцензија 10h 49m 55,6s. Привидна величина (магнитуда) објекта NGC 3396 износи 12,0 а фотографска магнитуда 12,6. Налази се на удаљености од 28,0000 милиона парсека од Сунца. NGC 3396 је још познат и под ознакама UGC 5935, MCG 6-24-18, CGCG 184-19, KCPG 249B, ARP 270, VV 246, PGC 32434.